# Anita Wagner (Sängerin)
Anita Wagner, geborene Spanner, (* 22. Dezember 1960 im Bezirk Hartberg-Fürstenfeld) ist eine österreichische Sängerin.

## Teilnahme am Eurovision Song Contest
1984 nahm die damals noch relativ unbekannte Anita Spanner am österreichischen Vorentscheid zum Eurovision Song Contest teil. Mit dem von Brigitte Seuberth komponierten und Walter Müller getexteten Lied Einfach weg konnte sie sich klar gegen das zweitplatzierte Duo Gitti und Gary durchsetzen und gewann somit das Ticket für Luxemburg, wo ihr Konkurrent aus dem Vorentscheid, Gary Lux, ihr Backgroundsänger sein sollte. Beim Eurovision Song Contest war sie deutlich weniger erfolgreich: mit nur fünf Punkten – einem aus Irland und vier aus Dänemark – landete sie auf dem letzten Platz unter 19 Teilnehmern.

## Nach dem Wettbewerb
Trotz des schlechten Abschneidens war ihr Wettbewerbsbeitrag in Österreich kommerziell sehr erfolgreich: er stieg auf dem ersten Platz in die österreichischen Singlecharts ein und blieb zehn Wochen unter den Top 20. Anita nahm weitere Platten auf, schaffte es jedoch nicht zurück in die Hitparaden. 1991 nahm sie erneut an der österreichischen Vorausscheidung teil und erreichte mit dem Lied Land in Sicht den siebten Platz unter zehn Teilnehmern.

## Vorübergehender Rückzug aus dem Musikgeschäft
Mitte der 1990er Jahre zog sich die heute als Anita Wagner verheiratete Sängerin aus dem Musikgeschäft zurück und konzentrierte sich seitdem auf ihren Beruf als Anwaltsassistentin. Sie ist verheiratet, hat zwei Kinder und lebt in Oberdorf im Burgenland. 2008 kehrte sie zurück auf die Bühne.
Im Dezember 2021 veröffentlichte sie die Single Im Wandel der Zeit.

## Diskografie
Singles (Auswahl)
- 1984: Einfach weg
- Du hast es geschafft
- 1991: Land in Sicht
- Ich hab es gewusst
- Du weckst den Tiger in mir